# ダニーロ・アルボレダ
ダニーロ・アルボレダ・ウルタード (Danilo Arboleda Hurtado , 1995年5月16日 - )は、コロンビア・バジェ・デル・カウカ県フロリダ出身のサッカー選手。アル・アインFC所属。ポジションはDF。

## クラブ経歴
2015年に国内リーグカテゴリア・プリメーラAのデポルティーボ・カリでプロデビュー。以降ラ・エキダやアメリカ・デ・カリなどを渡り歩く。
2021年2月1日、FCシェリフ・ティラスポリと契約。加入後即先発に定着し、チームのディヴィジア・ナツィオナラ5連覇に貢献。CL予備予選を勝ち抜き、モルドバのチームとしては初のUEFAチャンピオンズリーグ出場権を獲得。CLグループリーグ第1戦のFCシャフタール・ドネツク戦でも先発出場。2-0の完封勝利に貢献した。